# Ray Chen
Ray Chen, né le 6 mars 1989 à Taipei (Taïwan), est un violoniste australien d'origine taïwanaise.

## Biographie
Ray Chen est né en 6 mars 1989 à Taipei,. Ses parents s'installent en Australie quand il est encore jeune et il grandit à Brisbane,.
Il est rapidement repéré pour ses aptitudes au violon et se produit avec l'orchestre philharmonique du Queensland dès ses 8 ans. À 16 ans, il intègre l'Institut de musique Curtis à Philadelphie où il y reçoit les enseignements d'Aaron Rosand.
Ray Chen reçoit en 2008 le premier prix au Concours international de violon Yehudi Menuhin. Il interprète à cette occasion le second concerto pour violon (mi mineur) de Félix Mendelssohn,.
En 2009, il remporte le Concours musical international Reine Élisabeth de Belgique en jouant le concerto pour violon (ré majeur) de Piotr Tchaïkovsky,.
Ray Chen mène une carrière de soliste international, se produisant régulièrement avec de grands orchestres de par le monde,,,.
Réputé pour son aisance à communiquer et sa personnalité charismatique, Ray Chen est également actif sur les réseaux sociaux comme Instagram,. Ami avec le duo de youtubers TwoSet Violin, Ray Chen a collaboré avec les deux violonistes humoristes sur plusieurs vidéos et les a soutenu dans certains projets musicaux (comme la préparation du concerto pour violon de Tchaïkovsky),. Il s'est également lancé dans l'entrepreneuriat en lançant une application mobile destinée à encourager la pratique musicale chez les enfants et adolescents. Ces activités lui permettent de toucher un public plus jeune, habituellement peu intéressé par la musique classique, mais l'exposent également à des critiques et réserves de la part du milieu et d'un public plus réservé.
Le 19 mai 2024, lors du gala annuel de l’ASSC (Asia Society Southern California) il est honoré en tant que « Music Visionary » (visionnaire de la musique).

## Instruments
Ray Chen bénéficie de prêts d'instruments de la part de la Nippon Music Foundation. Il a ainsi joué sur le Stradivarius Samazeuilh au début des années 2020. En 2022, la Nippon Music Foundation lui prête un autre Stradivarius, le Dolphin.

## Style
Ray Chen est connu pour son jeu énergique, plein de vitalité et de brillance,. Maxime Vengerov a notamment loué les qualités musicales du jeune violoniste. Le jeune australien est d'ailleurs comparé au russe pour ses interprétations et sa technique.
Sur le plan technique, Ray Chen est réputé pour sa virtuosité et sa fluidité. Pour Éric Dahan de Libération, son apprentissage auprès d'Aaron Rosand, lui-même familier des écoles russe et franco-belge, a permis à Ray Chen d'intégrer les différentes caractéristiques de ces approches dans son jeu. Le critique du Washington Post Robert Battey note également la capacité du jeune violoniste à concilier des parties très engagées et énergiques avec d'autres demandant plus de profondeur et de lenteur.
Ray Chen explique notamment que ses interprétations visent une grande expressivité, celle-ci devant permettre la création d'un dialogue musical et émotionnel entre les musiciens et le public. Son approche et ses interprétations sont parfois critiquées pour leur côté excessif et trop centré sur l'émotion, au détriment de la finesse et de la musicalité.
Ray Chen indique être inspiré notamment par le jeu engagé de Janine Jansen. Il admire également le violoncelliste Yo-Yo Ma dont il salue la capacité à allier les qualités musicales et humaines.

## Discographie
Ray Chen enregistre notamment chez Sony Masterworks,.
- [vidéo] « Stravinsky: Diversions - Music for Violin & Piano », 2010, Melba Recordings (ASIN B004AB2F44)
- [vidéo] « Virtuoso », 2011, Sony Classical (ASIN B004EKP61K)
- [vidéo] « Tchaikovsky, Mendelssohn: Violin Concertos », 2012, Sony Classical (ASIN B005UKH7F6)

- [vidéo] « Mozart: Violin Concertos, K. 216 & 218; Violin Sonata, K. 305 », 2014, Sony Classical (ASIN B00DBO1YTS)

- [vidéo] « Ravel: Complete Orchestral Works », 2016, Deutsche Grammophon (ASIN B01A72FW94)

- [vidéo] « The Golden Age », 2018, Decca (ASIN B07BN6QCF6)
- Solace : Ray Chen (2020), uniquement disponible en numérique, album enregistré à domicile durant le confinement en raison de la pandémie de Covid
- What could have been, Sting, Ray Chen (2021) Arcane League of Legends
- Players 1 : Royal Philarmonic Orchestra, Ray Chen, Cristian Macelaru (2024), Decca